# Rio Paranã
Der Rio Paranã ist ein rechter Zufluss in den Rio Tocantins im brasilianischen Bundesstaat Tocantins. Seine Gesamtlänge beträgt 530 km. Sein Quellgebiet liegt im Bundesstaat Goiás im Osten von Formosa nahe der Ostgrenze des Distrito Federal do Brasil. Kurz nach Paranã bildet er den östlichen Seitenarm des Stausees Peixe-Angical, in welchem, von Süden her kommend, auch der Rio Tocantins gestaut wird.